# 施沛霖
施沛霖（1858年—?），字潤斋、訒斋，号少垣，漢軍鑲黃旗人，清朝政治人物、同進士出身。
施沛霖為施琅後裔；二世伯祖施世綸，漕运总督、云南巡抚；三等靖海侯施德霖的堂弟。
光緒己丑举人，十六年（1890年），参加光緒庚寅科殿試，登進士三甲164名。同年五月，著交吏部掣签，分发各省以知县即用。